# Фернандес Кубас, Кристина
Кристина Фернандес Кубас (исп. Cristina Fernández Cubas; род. 1945, Ареньс-де-Мар) — испанская писательница, журналистка, драматург, одна из ведущих мастеров испанской новеллистики последней четверти века.

## Биография
Изучала право и журналистику в Барселоне. Работала журналистом, жила в Каире, Лиме, Париже, Берлине. Дебютировала книгой рассказов в 1980. В дальнейшем публиковала в основном рассказы, но напечатала также два романа и книгу воспоминаний.

## Творчество
Её фантастические рассказы многим обязаны Эдгару По, Генри Джеймсу, Карсон Маккалерс, Хулио Кортасару.

## Книги
- Mi hermana Elba, Barcelona, Tusquets Editores, 1980 (новеллы)
- Los altillos de Brumal, Barcelona, Tusquets Editores, 1983 (новеллы)
- El año de Gracia, Barcelona, Tusquets Editores, 1985 (роман)
- El ángulo del horror, Barcelona, Tusquets Editores, 1990 (новеллы)
- Con Agatha en Estambul, Barcelona, Tusquets Editores, 1994 (новеллы)
- El columpio, Barcelona, Tusquets Editores,1995 (роман)
- Hermanas de sangre, Barcelona, Tusquets Editores, 1998 (пьеса)
- Emilia Pardo Bazán, Barcelona, Editorial Omega, 2001 (биография Эмилии Пардо Басан)
- Cosas que ya no existen, Barcelona, Lumen 2001 (переизд. Tusquets Editores, 2011; мемуары)
- Parientes pobres del diablo, Barcelona, Tusquets Editores, 2006 (новеллы)
- Todos los cuentos, Barcelona, Tusquets Editores, 2008 (собрание новеллистики, два переиздания в 2009; премия книге года, премия города Барселона, премия Саламбо)
- Приоткрытая дверь/ La puerta entreabierta, Barcelona, Tusquets Editores, 2013 (роман, под псевдонимом Fernanda Kubbs)

## Признание
Книги Фернандес Кубас переведены на английский, французский, немецкий, итальянский, португальский, нидерландский, шведский и др. языки. Том её новелл, изданный в Барселоне в 2008 году, получил множество национальных премий. Международная критика и литературоведение рассматривают её и её прозу как наиболее примечательное явление испанской культуры последней четверти века.